# ゾウアザラシ属
ゾウアザラシ属（ゾウアザラシぞく、学名：Mirounga）は、ネコ目アザラシ科に属する属の1つ。ゾウアザラシ属はキタゾウアザラシとミナミゾウアザラシの2種で構成される。両種とも、19世紀末までに狩猟によって生息数は絶滅近くにまで減少したが、その後回復が見られる。

## 解説

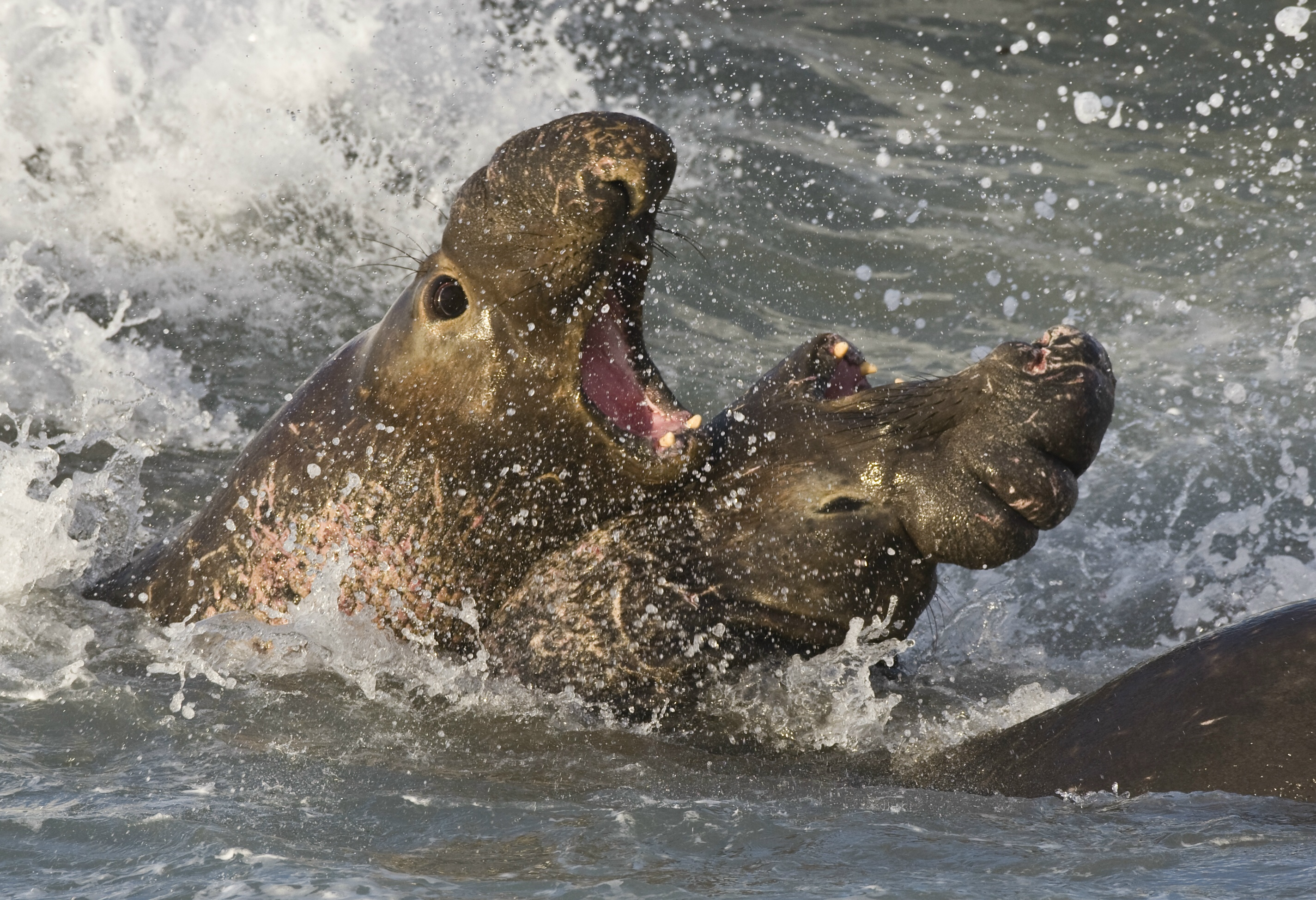
キタゾウアザラシの雄同士による戦い

### 形態
ゾウアザラシという名前は、身体が大きいということだけではなく、大きな鼻を持っていることから、同じ哺乳類である象に由来している。ゾウアザラシの鼻は、特に繁殖期において、非常に大きな音を発生するのに用いられる。アシカ亜目の中では最も身体が大きい種類であると同時に性的二形が激しく、オスは体長4.0～5.8m、体重1,500～3,700kgに達するが、メスは体長2.5～3.6m、体重350～900kg程度である 。

### 生態・繁殖
ゾウアザラシは海洋にいる時間が非常に長く、生涯の80 %を海上あるいは海中で過ごす。潜水可能な時間は長いもので80分に達し、哺乳類の中では最長である。また1,500 mもの深海まで潜水することもできる。潜水の平均的な深度は300 mから500 mであり、餌であるエイ、イカ、タコ、ウナギ、小さいサメなどを捕らえる。
メスのゾウアザラシの平均寿命は14年であり、3歳から4歳で性成熟する。オスのゾウアザラシの寿命は20年であり、5歳で性成熟する。しかし自分のハーレムを形成して、実際に生殖活動を行うことができるのは早くても8歳である。オスの生殖活動は主に9歳から12歳の間に行われる。
春になるとまずオスが最初に繁殖地に至り、出来るだけ多くのメスと交尾できるように摂食を断つ。そしてオス同士は喧嘩や鳴き合いなどを通じて、繁殖において優位なオスを決定する。オスは8から9歳になるまでに、皮膚が厚くなって出来た胸板に加え、顕著に長くなった鼻が発達する。オスたちはその鼻を突き出したり、大きな鳴き声を立てたり、身体を動かしたりなどして、自分の優位性を誇示しようとし、時には体を起こして胸部や牙を互いにぶつけ合って戦う。
半月から1か月後、メスが繁殖地に到着するまでには、優位なオスは既に砂浜に縄張りとハーレムを確立させており、最大50頭のメスが1頭のオスのハーレム下に入る。ハーレムの周辺では、優位性を巡る戦いであぶれたオスが1頭通常徘徊しており、他のオスがハーレム内に侵入するのを防いで、優位なオスを助ける見返りとして、メスのうちの1頭と交尾をする機会を得ることがある。
オスは非常に排他的で、オス同士のメスを巡る闘いは、どちらかが死ぬまで続くと言われている。鈍足のためか回避運動や逃走行為はあまり見られず、力比べではなく双方血まみれで噛み合う生々しい戦闘形態をとる。ゾウアザラシの場合、メス単体ではなくメスの群れを巡って闘う。勝利した方はその群れ全てのメスと交尾できるため、一般的なメスの取り合いとは違い文字通りに生涯をかけた闘いと言える。オスはメスの4倍ほど巨大で、またメスも素早くないため、交尾を迫られたメスは物理的に拒否できない。

## 分類
- ゾウアザラシ属 Mirounga
  - キタゾウアザラシ Northern Elephant Seal, Mirounga angustirostris
  - ミナミゾウアザラシ Southern Elephant Seal, Mirounga leonina